# Peter Braun (Autor)
Peter Braun (* 13. Oktober 1960 in Bamberg; † 30. Januar 2016 ebenda) war ein deutscher Schriftsteller und Journalist.

## Leben
Peter Braun machte eine Lehre als Kfz-Mechaniker, danach folgte ein Studium der Zahnmedizin. Seit 1989 arbeitete er als Publizist und freier Journalist, unter anderem für die Süddeutsche Zeitung, den Rheinischen Merkur sowie den Bayerischen Rundfunk. Als Autor veröffentlichte er viele Bücher über den Romantiker E. T. A. Hoffmann. Im Wintersemester 2001/2002 sowie im Sommersemester 2003 hatte er einen Lehrauftrag für Kommunikationswissenschaft an der Otto-Friedrich-Universität Bamberg inne.
Braun lebte in Bamberg. Er starb im Januar 2016 nach einem Sturz.

## Werke
- Fragment Hoffmann. Erich-Weiß-Verlag, 1997
- Dichterhäuser. dtv, 2003
- E. T. A. Hoffmann. Dichter, Zeichner, Musiker. Artemis & Winkler, 2004
- Corona Schröter. Goethes heimliche Liebe. Artemis & Winkler, 2004
- Schiller, Tod und Teufel. Rede des Herrn von G. vor einem Totenschädel. Artemis & Winkler, 2005
- Dichterhäuser – Dichterleben. DTV, 2005
- Der goldene Topf, Text und Kommentar. Suhrkamp, 2005
- Von Taugenichts bis Steppenwolf. Eine etwas andere Literaturgeschichte, Bloomsbury Publishing / Berlin Verlag, 2006
- Komponisten und ihre Häuser. dtv, 2007
- Der Fluch des Goldes. Deutsche Eroberer und der Schatz des El Dorado. Berlin Verlag, 2008
- E.T.A. Hoffmann in Bamberg. Geschichte eines zerrissenen Lebens. Genniges, Memmelsdorf 2008
- Der Sandmann, Text und Kommentar. Suhrkamp, 2008
- Weimarer Geschichten. Von Goethe bis Schiller eine Spurensuche. DTV, 2009
- Von Blechtrommeln und Nestbeschmutzern: Deutsche Literaturgeschichte(n) nach 1945. Berlin Verlag, 2010
- Von Schatzinseln und weißen Walen: Eine kleine literarische Weltreise, Bloomsbury Publishing / Berlin Verlag, 2011

## Hörbücher und Hörspiele
- Die Zauberin sollst du nicht leben lassen, Hörspiel, Erich-Weiß-Verlag, 1996
- Lust auf Literatur. Von Taugenichts bis Steppenwolf. Eine etwas andere Literaturgeschichte., Hörbuch, Igel-Records/Oetinger, 2007
- Lust auf Musik. Eine etwas andere Musikgeschichte, Hörbuch, Igel-Records/Oetinger, 2008
- Mehr Lust auf Literatur. Von Blechtrommeln und Nestbeschmutzern – Deutsche Literaturgeschichte(n) nach 1945, Igel Genius, 2010
- Lust auf Weltliteratur. Von Schatzinseln und weißen Walen, Hörbuch, Igel Genius, 2011

## Filmografie
- 2009: Tatort: Häuserkampf (Fernsehreihe, zusammen mit Johannes W. Betz)

## Auszeichnungen
- Hörfunk-Sonderpreis für das Hörspiel Die Zauberin sollst du nicht leben lassen.
- Berganza-Preis des Kunstvereins Bamberg, 2005